# Экономика Гвинеи-Бисау
Гвинея-Бисау — одна из 10 наименее развитых стран мира.

## Экономические сложности
В результате боевых действий между сенегальскими правительственными войсками и военной хунтой была разрушена значительная часть инфраструктуры страны и нанесён большой ущерб экономике в 1998 году; гражданская война привела к 28 % падению ВВП, частично экономика восстановилась в 1999—2002 году.
До войны реформы и либерализации цен были наиболее успешной частью программы структурной перестройки страны при спонсорской поддержке МВФ. Ужесточение денежно-кредитной политики и развитие частного сектора также активизировали экономику.
В декабре 2003 года Всемирный банк и МВФ были вынуждены вмешаться, чтобы оказать чрезвычайную бюджетную поддержку в размере 107 млн долл. США на 2004 год, что составляет более 80 % общего бюджета страны.

## Сельское хозяйство
В сельском хозяйстве занято 82 % трудоспособного населения (2000), оно даёт около 44 % ВВП (2015). Главные сельскохозяйственные культуры — кешью (81 тыс. т), арахис, рис (98 тыс. т), кукуруза (39,8 тыс. т), маниок (38 тыс. т).
Существенную роль в экономике страны играет рыбный промысел. В 2018 году при поддержки Всемирной продовольственной организации запущена программа рыбоводства, в частности разводится тиляпия, каждый цикл позволяет выращивать на акваферме около 90 тыс. тиляпий, или около 22,5 тонны рыбы. За год это составляет около 45 тонн. Так же промысел креветок ведут и российские суда.

## Промышленность
В промышленности занято 18 % трудоспособного населения, она даёт около 13 % ВВП.
Имеются несколько небольших пищевых предприятий, пивоваренное производство, деревообрабатывающий завод, фабрика пластмассовой тары, автосборочный завод. Строятся сахарный и рыбоперерабатывающий заводы.
Производство электроэнергии 20,8 млн кВт-ч (2000).

## Транспорт
Аэропорты
- всего — 8 (2013)[1], в том числе:
  - с твёрдым покрытием — 2
  - без твёрдого покрытия — 6

Автомобильные дороги
- всего — 3455 км (2002)[1], в том числе:
  - с твёрдым покрытием — 965 км
  - без твёрдого покрытия — 2490 км

## Торговля
- Экспорт: $198,2 млн (2015)[1]
- Статьи экспорта: рыба, креветки, кешью, арахис
- Партнёры по экспорту: Индия — 52,3 %, Нигерия — 20,7 %, Китай — 16,3 %, Того — 5,5 % (2014)
- Импорт: $218,2 млн (2015)[1]
- Статьи импорта: продовольствие, машины и оборудование, топливо
- Партнёры по импорту: Португалия — 20,6 %, Сенегал — 17,5 %, Великобритания — 16,1 %, Испания — 4,2 %, Индия — 4,2 %, Китай — 4,1 % (2014)